# Athetis asinina
Athetis asinina là một loài bướm đêm trong họ Noctuidae.